# Накопитель на магнитной ленте

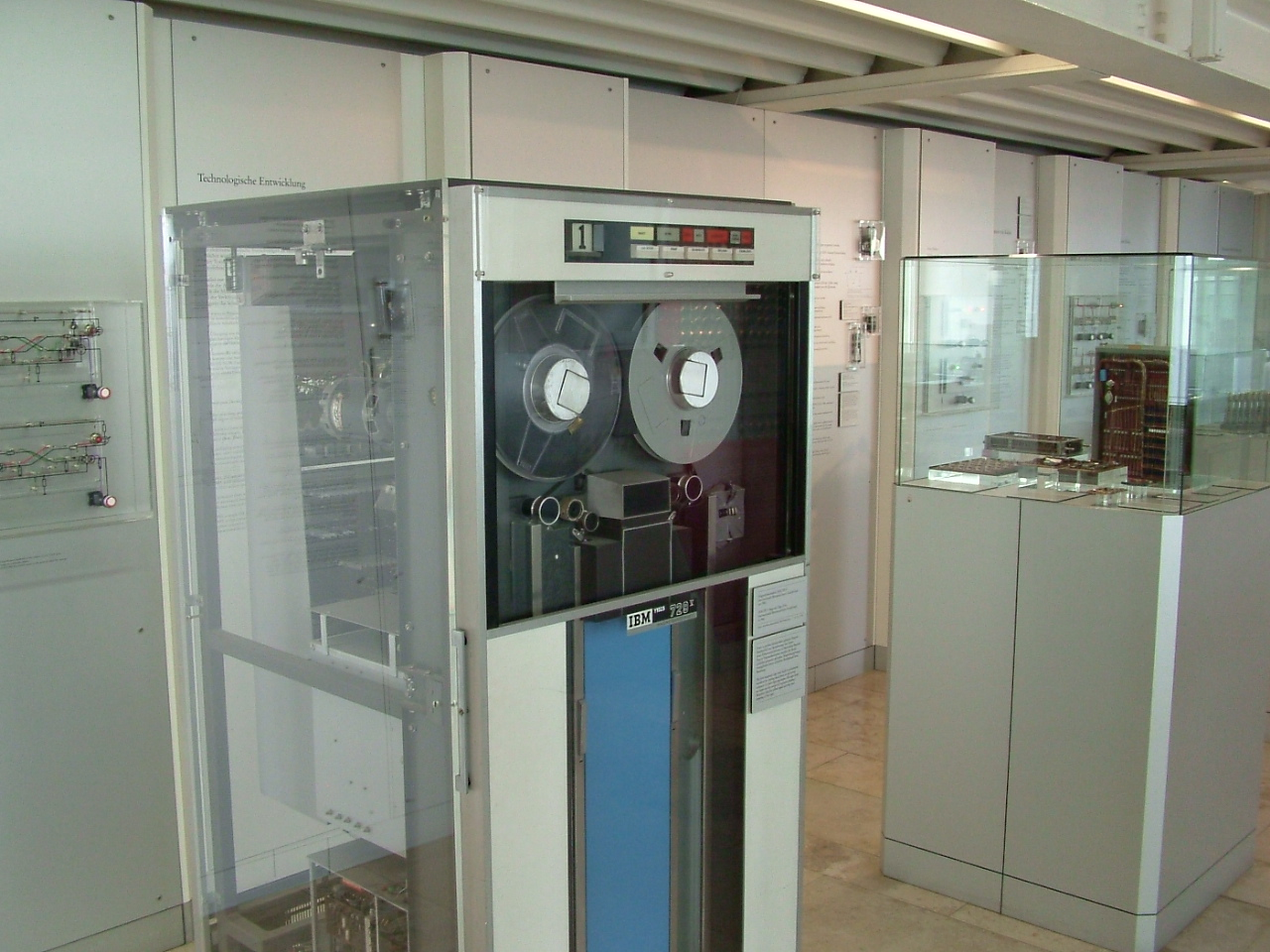

Накопитель на магнитной ленте (англ. Magnetic tape data storage) — периферийное устройство мейнфреймов для записи и воспроизведения данных. Одно из первых внешних устройств хранения данных — использовался задолго до внедрения магнитных барабанов и дисков как периферийных устройств хранения данных. Обеспечивал последовательный доступ к данным (в отличие от прямого доступа для жёстких дисков). Получил дальнейшее развитие и применяется в видоизменённом варианте и в современную эпоху - вместо бобин стали использоваться кассеты, называемые картриджами, устройство стало гораздо компактнее, и стало называться ленточным накопителем, или стримером, обычно такое устройство для накопления и резервирования данных предназначено для установки в пятидюймовый стандартный отсек в корпусе пьедестального (напольного) сервера или персонального компьютера.